# Bernat de Boixadors i d'Erill
Bernat de Boixadors i d'Erill, comte de Savallà (XVIe siècle - XVIIe siècle) est un noble et un militaire catalan.
Bernat de Boixadors i d'Erill a été à la tête des forces défensives sur le front sud au début de la Guerre des faucheurs. Il commandait les miquelets lors de la bataille du col de Balaguer en compagnie de Josep d'Ardena. Mais ils ont été battus et la troupe s'est retirée vers Cambrils.